# قفل تمرير

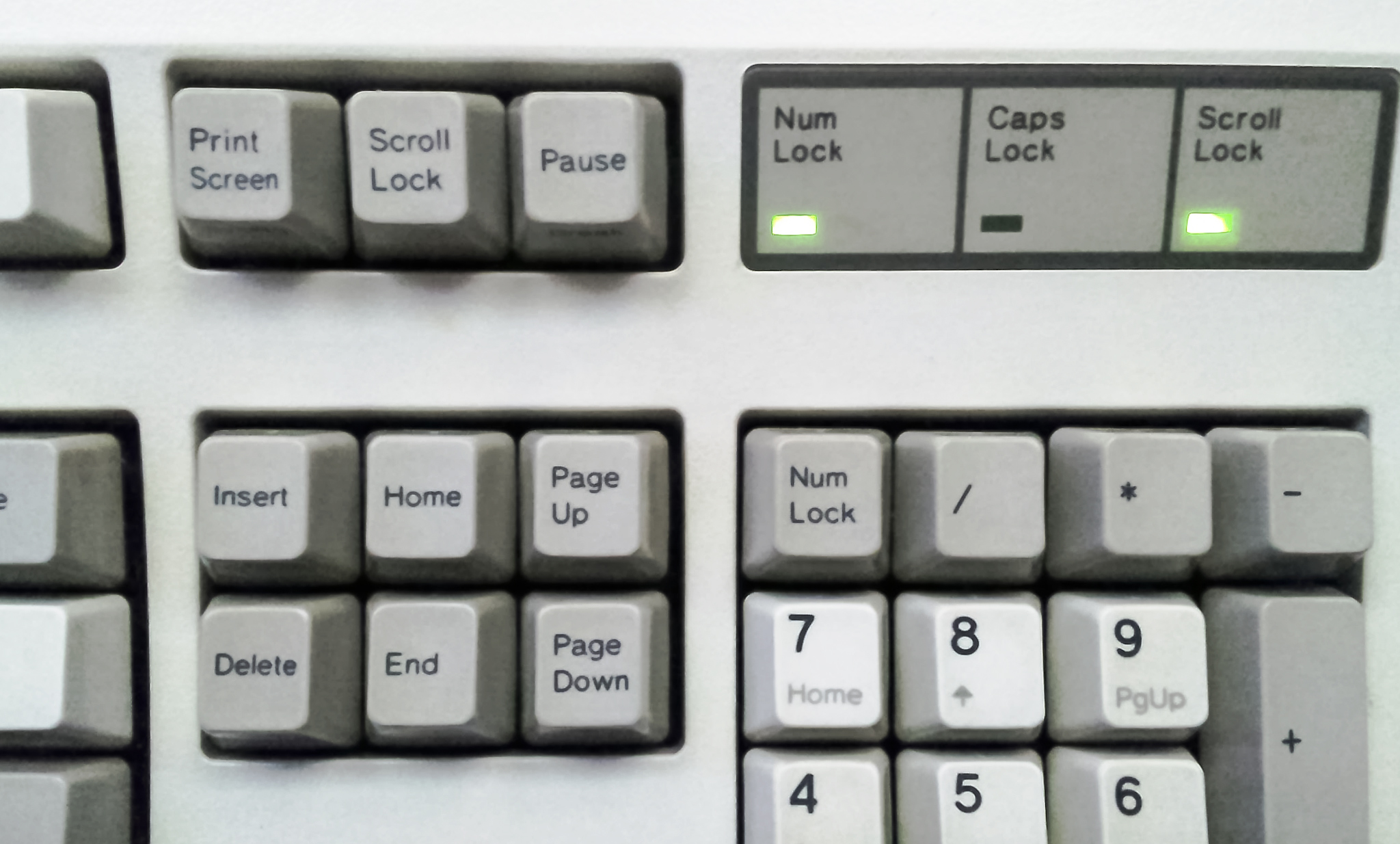
مفتاح قفل التمرير مع ضوء مؤشر نشط على لوحة مفاتيح IBM Model M.

مفتاح قفل التمرير (بالإنجليزية: Scroll Lock)‏ (يُرمز إليه بـ⤓ أو ⇳) هو مفتاح قفل في معظم لوحات مفاتيح الكمبيوتر المتوافقة مع آي بي إم. اعتمادًا على نظام التشغيل ، فإنه يُستخدم لأغراض مختلفة، وقد تعين التطبيقات وظائف للمفتاح أو تغير سلوكها اعتمادًا على حالته. المفتاح ليس شائع الاستخدام ولذا تفتقر لوحات مفاتيح اللابتوبات أو المتخصصة إليه.

## روابط خارجية
- مقالة Straightdope حول مفتاح Scroll Lock